# Cirrostratus
Cirrostratus (Cs, chmura warstwowo-pierzasta) – chmura w postaci przejrzystej, mglistej i często prawie niewidocznej zasłony, nie daje opadów. Składa się głównie z kryształków lodu w kształcie blaszek. Często powoduje powstawanie zjawiska halo wokół Słońca oraz Księżyca, czasami jedynie halo jest jej wyraźnym objawem.
Należy do chmur wysokich, występuje na wysokości od 6 do 12 km.
W zasłonie tworzącej chmurę cirrostratus można czasem obserwować efekt prążkowania – takie chmury nazywa się wtedy cirrostratus undulatus (Cs un).
Chmury cirrostratus można od chmur altostratus odróżnić tym, że są cieńsze – nigdy nie zasłaniają całkowicie słońca – a często wręcz są na tyle cienkie, że bardzo trudno je odróżnić od niepokrytego nimi nieba.
Mogą się kończyć ostrą granicą lub przechodzić płynnie w chmury cirrus.
Pojawienie się chmur cirrostratus może, podobnie jak w przypadku chmur cirrus, być zwiastunem nadchodzącego frontu ciepłego, czyli pogorszenia pogody. Chmury mogą także towarzyszyć frontowi chłodnemu, a dokładniej, cumulonimbusom. Jeśli kowadło cumulonimbusa rozpościera się wystarczająco wysoko, to z jego wysokich części mogą tworzyć się chmury cirrostratus.
Symbol, którym oznacza się chmury typu cirrostratus: 